# Micropodia
Micropodia is een geslacht van schimmels uit de familie Calloriaceae. De typesoort is Micropodia pteridina.

## Soorten
Volgens Index Fungorum telt het geslacht 15 soorten (peildatum maart 2022):
| Soortnaam                               | Auteur(s)                   | Publicatiejaar |
| --------------------------------------- | --------------------------- | -------------- |
| Micropodia arenula (Varenschijfje)      | (Alb. & Schwein.) Boud.     | 1907           |
| Micropodia aspidiorum                   | (Rehm) Boud.                | 1907           |
| Micropodia aurea                        | (Fuckel) Boud.              | 1907           |
| Micropodia cotyledonum                  | (Oudem.) Boud.              | 1907           |
| Micropodia filicea                      | (Cooke & W. Phillips) Boud. | 1907           |
| Micropodia filicis-maris                | (Saut.) Boud.               | 1907           |
| Micropodia galbula                      | (P. Karst.) Boud.           | 1907           |
| Micropodia gracillima                   | (Weinm.) Boud.              | 1907           |
| Micropodia microscopica                 | (Wallr.) Boud.              | 1907           |
| Micropodia pertenuis                    | (Sacc.) Boud.               | 1907           |
| Micropodia plagopus                     | (Wormsk. ex Fr.) Boud.      | 1907           |
| Micropodia pteridina (Adelaarsschijfje) | (Nyl.) Boud.                | 1907           |
| Micropodia resinicola                   | (Rehm) Boud.                | 1907           |
| Micropodia subgranulosa                 | (Rehm) Boud.                | 1907           |
| Micropodia tenera                       | (Saut.) Boud.               | 1907           |